# Ochthocelata adynata
Ochthocelata adynata är en mångfotingart som beskrevs av Shelley 1995. Ochthocelata adynata ingår i släktet Ochthocelata och familjen Xystodesmidae. Inga underarter finns listade i Catalogue of Life.